# Apeadeiro de Farreja

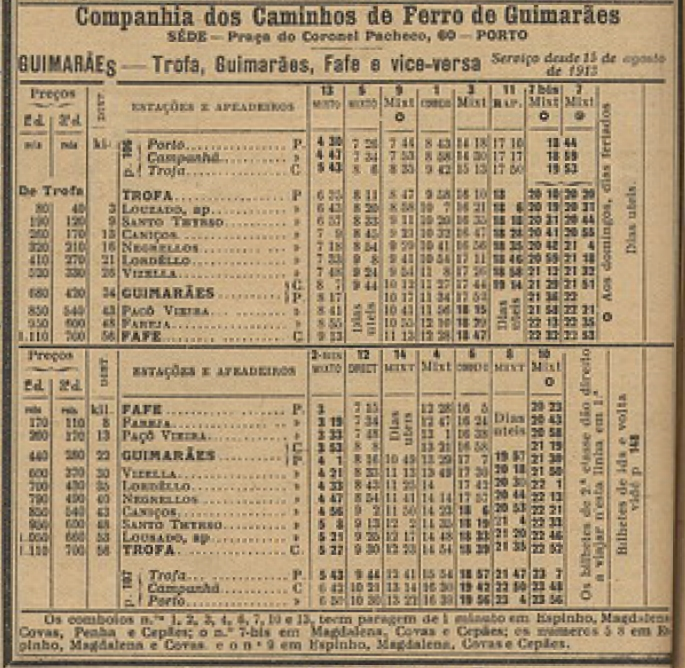
Horários de 1913, onde esta gare surge com o nome original, Fareja, e a categoria de estação

O Apeadeiro de Farreja, originalmente conhecido como Fareja, foi uma interface da Linha de Guimarães, que servia a localidade de Fareja, no concelho de Fafe, em Portugal.

## História
Este apeadeiro fazia parte do lanço entre Guimarães e Fafe da Linha de Guimarães, que entrou ao serviço em 21 de Julho de 1907. Foi uma das interfaces originais deste troço, possuindo, nessa altura, o nome de Fareja, e a categoria de estação.

Este lanço foi encerrado em 1986.